# Valheim Hof
Valheim Hof – hof położony w miejscowości Korynt w gminie Faaborg-Midtfyn w Danii. Jest to pierwszy tego typu obiekt w Danii od czasów średniowiecznych. Świątynia poświęcona jest nordyckim bogom: Odynowi i Thorowi. Budynek liczy 12 metrów wysokości i został zbudowany z inicjatywy duńskiego projektanta, Jima Lyngvilda. Projekt został utworzony w oparciu o wykopaliska świątyni w Uppåkrze z VII wieku.